# Cachorro Vira-Lata
Cachorro Vira-Lata é um samba de Alberto Ribeiro gravado por Carmen Miranda com a Regional de Benedito Lacerda em 4 de maio de 1937 e lançado em junho daquele ano pela Odeon Records.
Esta foi a 9ª canção interpretada por Carmen Miranda mais tocada de julho de 2010 a março de 2015, segundo levantamento feito pelo ECAD.
Em 2019, a canção fez parte de uma campanha global lançada pelo Facebook, chamada "Somos Mais Juntos".

## História
A história desta canção surgiu a partir de uma adoção realizada por Carmen Miranda, quando ela deixou os estúdios da Rádio Tupi, no Rio de Janeiro. Contudo, algum tempo depois, o vira-lata fugiu. Esse episódio inspirou Alberto Ribeiro, que transformou o fato em música. Benedito Lacerda, líder do conjunto regional, dá início ao samba com uma melodia nostálgica tocada em sua flauta.

## Regravações
Ney Matogrosso regravou esta canção em seu quinto álbum solo, Seu Tipo, lançado em 1979 pela WEA.  A música também foi incluída no disco À La Miranda, de Ademilde Fonseca.
Em 2008, Maria Alcina a regravou em seu álbum Maria Alcina, Confete e Serpentina.

## Na cultura popular
A canção foi tema de abertura da telenovela Vira Lata, da TV Globo, cantada por Baby do Brasil.